# 怵目驚魂28天
《怵目驚魂28天》是一部2001年推出的美國心理驚悚、科幻電影，由理查·凱利（Richard Kelly）編劇和執導。故事敘述一位名叫東尼·達克（Donnie Darko，與電影原文標題相同）的青少年，在一個人型兔子的慫恿下，做出一些為了要終結世界的破壞行為。本片在美國上映時票房不盡理想，但在DVD租售市場卻表現相當優異，目前被認為是一部邪典經典。

## 故事劇情
故事發生在美國維吉尼亞州一個名為 Middlesex 的小鎮上，時值1988年總統大選期間。東尼·達爾克（Donnie Darko，傑克·葛倫霍 飾）是一名受到自身情緒問題困擾的青少年，他與家庭成員處不好，還會夢遊，所以固定向心理醫生求診。某天深夜，一個不明的噴射引擎墜毀在東尼的房間。他正好受到腦海的某種聲音指引，夢遊離開了房間而倖免於難。聲音自稱名叫法蘭克（Frank），形象是個身著全套恐怖兔子裝扮的人。法蘭克向東尼宣告，這個世界還有28天6小時42分12秒就要毀滅了。
法蘭克的聲音繼續在夢中慫恿東尼做出許多事情，這些行為卻在真實世界留下影響。例如讓學校陷入一片混亂，因而有機會深入認識轉學來的新同學葛芮琴·羅絲（Gretchen Ross），進而交往。校方會同警方意圖查出是誰對學校搗亂，東尼受到懷疑，校長在宣佈前卻被體育老師帶離主題，聲稱全是葛拉罕·葛林小說的錯。同一時間，法蘭克告訴東尼事情解決了，並慫恿他研究時光旅行。東尼詢問科學老師相關問題，而老師給了他一本書《時光旅行的哲學》（The Philosophy of Time Travel）。這本書由「死亡奶奶」（Grandma Death）撰寫，她是個住在附近，看起來腦筋不很清楚，身體非常虛弱衰老的鄰居。法蘭克還慫恿東尼在一名行動演說家的房子縱火，而火災讓屋內一間堆滿兒童色情片的祕密房間曝光。隨著書中章節的推進，東尼漸漸的知道了一些重要的事，東尼開始看見許多「入口」（portals），那是一種在人類胸前出現的蟲洞。其中一個蟲洞讓他發現了藏在父母衣櫥裡的手槍，之後東尼私下藏起了那把槍。在幫姊姊慶祝考上哈佛的化妝舞會那天，東尼帶著葛芮琴和她的兩個朋友去向「死亡奶奶」求助，卻在「死亡奶奶」的家中被學校裡的惡霸學生埋伏襲擊。在打鬥中葛芮琴被一輛為了閃避不巧站在路中央的路過老奶奶而失控的車碾過去，東尼發現那名駕駛者就是穿著萬聖節兔子服裝的法蘭克，在氣憤之下，拿出手槍擊斃了法蘭克。已經得知自己使命的東尼，回家開車載著着葛芮琴冰冷的屍體，到了郊外看著風雲變色即將到來的世界末日，他用超能力（telekinesis），把东尼妈妈和妹妹乘坐的飞机上面的引擎扯掉，經由蟲洞，送回主要的宇宙（Primary Universe），修正了因不明原因造成東尼所屬的平行宇宙存在而會使得世界崩塌的可怕災難發生 。一切倒轉，回到原始宇宙事件發生的那天晚上，東尼任務成功心滿意足的醒來又沈沈的睡下，而幾分鐘後飛機引擎則穿越虫洞刚好墜落到28天前東尼的房间，將東尼砸死了。一起經歷過平行宇宙中的人們，只剩下似乎像夢境般的殘破記憶。電影結束在伤心的父母看着东尼的尸体运出家里，根本沒能跟東尼認識的
葛芮琴跟東尼媽媽，卻像是似曾相識般的互相安慰般的揮了揮手。

## 演員與角色
- 傑克·葛倫霍 飾 東尼·達爾克（Donald J. "Donnie" Darko）
- 吉娜·瑪隆 飾 葛芮琴·羅絲（Gretchen Ross）
- 玛丽·麦克唐奈 飾 羅絲·達爾克（Rose Darko）
- Holmes Osborne 飾 艾迪·達爾克（Eddie Darko）
- 瑪姬·葛倫霍 飾 伊莉莎白·達爾克（Elizabeth Darko）
- Daveigh Chase 飾 莎曼珊·達爾克（Samantha Darko）
- 派屈克·史威茲 飾 吉姆·庫寧罕（Jim Cunningham）
- 茱兒·芭莉摩 飾 凱倫·波美洛伊（Karen Pomeroy）
- 飾 肯尼斯·莫尼托夫教授（Kenneth Monnitoff）
- Beth Grant 飾 Kitty Farmer
- Katharine Ross 飾 莉莉安·瑟爾曼博士（Dr. Lillian Thurman）
- Patience Cleveland 飾 蘿柏塔·史派洛（Roberta Sparrow，又稱「瀕死的老奶奶」（Grandma Death））
- James Duval 飾 法蘭克（Frank）
- 艾希莉·提斯代爾 飾 琴（Kim）
- 賽斯·羅根 飾 瑞奇·丹佛斯（Ricky Danforth）
- Jolene Purdy 飾 切瑞塔·陳（Cherita Chen）

## 提名與獲獎
- 2001年：理查·凱利以《怵目驚魂28天》獲得加泰隆國際影展（Catalonian International Film Festival）和聖地牙哥影評人協會（San Diego Film Critics Society）的「最佳劇本」。《怵目驚魂28天》也日舞影展獲得「觀眾票選獎」（Audience Award）的最佳影片。本片在加泰隆國際影展獲「最佳影片」提名，在日舞影展獲得 「金評審團大獎」（Grand Jury Prize）提名。

## 外部連結
- （英文）DonnieDarkoFilm.com （页面存档备份，存于）  - 電影官方網站
- （英文）互联网电影数据库（IMDb）上《怵目驚魂28天》的资料（英文）
- （英文）爛番茄上《怵目驚魂28天》的資料（英文）
- （英文）爛番茄上《怵目驚魂28天：導演剪接版》的資料（英文）
- （英文）科幻作家勞倫斯·波森（Lawrence Person）對本片的分析 （页面存档备份，存于）